# サザエ食品
サザエ食品株式会社（サザエしょくひん）は、北海道札幌市中央区宮の森に本社を構える食品製造会社。
北海道十勝産の小豆と道内産のもち米（はくちょうもち）を使用した、おはぎ・おやきなどの和菓子類が主な製品。ブランドメッセージは「手のひらに、想いをのせて。」。

## 概要

### 企業概説
1949年（昭和24年）、野村とみが函館朝市に5坪の「サザエ食堂」を開店。1970年（昭和45年）に本社・工場を北海道札幌市豊平区中の島に移転して法人化した。その後、関東まで進出して、1993年（平成5年）には関連会社と合わせて年間売上高100億円を突破する。

### 石屋製菓の子会社に
サザエ食品は関東での事業不振に伴い、2014年（平成26年）末に会社整理を決定した。それを受け、金融機関が石屋製菓にM&Aを持ちかけ、翌年3月24日に設立された同社の100%出資子会社である「新サザエ食品」が、6月1日付けで道内の事業と従業員を引き継ぎ、後日サザエ食品に社名を変更。社長には石屋製菓で賞味期限改ざんが発覚した際、主力銀行の北洋銀行からトップとして派遣され、経営を立て直した島田俊平が就任した。
なお、関東など本州における全事業については、姉妹会社の株式会社サザエ食品（本社・兵庫県西宮市）に譲渡しており、別ブランド「十勝あんこのサザエ」として展開している。
2024年（令和6年）現在道内に61店を展開し、大型スーパーマーケットなどのインハウス店舗が主な出店形態である。名称は、大半が「サザエ」で、店によって和菓子類・たい焼き・米飯製品など取り扱う商品の種類が異なっている。
2024年11月からはブランドデザインの刷新を開始。従来の豆型の形状を用いたロゴから、横に細長い字体によるカタカナの「サザエ」と下に小さくローマ字の「SAZAE」を添えた形とし「サ」の下部はおはぎをモチーフとした半円形・「ザ」の下部はおにぎりをモチーフとした三角形を取り入れ配色も従来から明るくした形とした。商品ラインナップは品数の拡大によりイメージの迷走が問題点となっていたことからおはぎ・おにぎりを中心に据え全店で店内調理を行い出来立ての提供を強化、店舗内装もシンプルな木目調で現代的な親しみやすさを演出するものとし約1億円をかけ全店を改装する予定。

### 社名の由来
社名の由来は漫画の『サザエさん』。創業者の野村とみが、『サザエさん』のような明るい家庭に憧れて店名に採用した。かつて放送されていたテレビアニメ『サザエさん』の火曜の放送では北海道文化放送でローカルスポンサーを務めていた。

## 沿革
- 1949年（昭和24年） - 野村とみが函館市の朝市に5坪の「サザエ食堂」を開店[4]。
- 1950年（昭和25年）頃 - 子供のおやつ用に作っていたおはぎが客に好評となったため、食堂メニューを廃止しおはぎ専門店になる。
- 1965年（昭和40年） - 野村の妹夫婦が札幌市豊平区に「サザエのおはぎ」を開店。
- 1970年（昭和45年） - 本社・工場を豊平区中の島に移転、「サザエ食品株式会社」設立。
- 1987年（昭和62年） - 池田町に餡の製造工場、「十勝製餡株式会社」設立。
- 1993年（平成5年） - 関連会社と合わせて年間売上高100億円を突破する。
- 2015年（平成27年） 
  - 3月24日 - 石屋製菓が100%出資子会社である「新サザエ食品」を設立。
  - 3月25日 - 取締役会において5月末で任意清算する方針を決定。
  - 6月1日 - 「新サザエ食品」が道内事業および従業員を継承。
- 2024年（令和6年）11月1日 - 創業75周年を機に、新ロゴデザインを導入[6]。

## ラインナップ
販売形態は、基本的に店頭にて対面販売をするスタイル。

### 弁当類
オーダー式販売
- おにぎり・海苔巻き（中巻き） - 名古屋名物の天むすが人気の店舗もある。

パッケージ販売
- 太巻き・稲荷寿司
- 弁当・助六寿司・赤飯 - 一般的な赤飯の他に甘納豆赤飯もある。

### 菓子類
十勝産の小豆を使用し、北海道産のもち米（はくちょうもち）で製造される。地域限定商品もある。
焼菓子（実演販売）
- 十勝大名おやき・白いおやき
- 十勝大名たい焼き・白いたい焼き・うす皮たい焼き

和菓子
- 十勝おはぎ（こし・つぶあん）
- 串ダンゴ（みたらし・あん・ごま・草だんご）
- 大福（豆・草大福など）・すあま

## CM

### 特徴
1990年代、北海道文化放送などで、十勝地方の丘陵地帯をサザエの企業ロゴが入った熱気球が飛行する演出のテレビCMが放映された。
三遊亭好楽がCMに出演していた時期もあった。
2020年（令和2年）1月現在は『工藤じゅんきの十人十色』（STVラジオ）の「花束ダバダ」コーナーにて提供・ラジオCMを放送しており、番組提供読みは2025年3月31日より現在のブランドメッセージと同様「手のひらに、想いをのせて。サザエ食品」である。

### CMソング
CMソングには、北海道在住のフォークバンド「手風琴」による「とみちゃんのうた」が流れる。とみちゃんとは創業者の野村とみを指す。この楽曲は、ベストアルバム『Our Best』にボーナストラックとして収録されており、2017年（平成29年）には各種デジタル配信サービスにおいて販売が開始された。

## その他
サザエのおはぎは、石原軍団御用達として知られており、炊き出しの際のおやつや、各種差し入れ・手土産にしばしば登場する。
TBS系列の木曜ドラマ9枠で放送されたテレビドラマ『最高の人生の終り方〜エンディングプランナー〜』とのタイアップで、劇中で登場する「井原家のおはぎ」を2012年（平成24年）1月7日から3月末まで限定販売していた。
映画「刑務所の中」では、サザエ食品の昔のCMが流れるシーンがある。